# Potadoma buttikoferi
Potadoma buttikoferi е вид коремоного от семейство Pachychilidae.

## Разпространение
Видът е разпространен в Либерия.